# علامة غوندا
علامة غوندا (بالإنجليزية: Gonda sign)‏ هي علامةٌ سريرية يؤدي فيها الثني ثم الإفلات المفاجئ لإصبع القدم الرابع إلى رد فعلٍ أخمصي باسِط. تُوجد في المرضى الذين يعانون من آفاتِ السبيل الهرمي، وهي واحدةٌ من الاستجابات شبيهة بابينسكي.
سُميت نسبةً إلى الطبيب النفسي العصبي الأوكراني فيكتور غوندا (1889-1959)، والذي اكتشفها في وقت ما في منتصف عقد 1930 أثناء عملهِ في الولايات المتحدة. كان غوندا واحدًا من المؤيدين بقوة لاستعمال العلاج الكهربائي في علاج الأمراض النفسية.